# Flexur

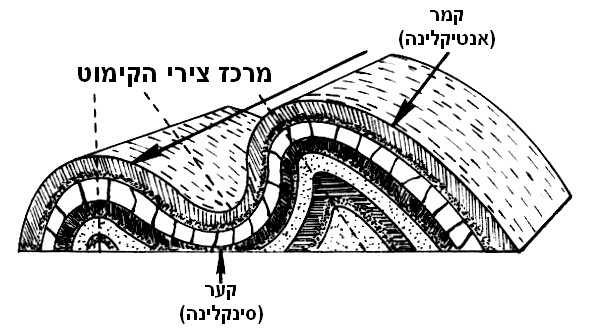
Flexurer i en packe bergartslager.

Flexur (latin: flexura, 'böjning', av flecto, 'böja') är en böjning (veckning) av ett bergartslager, alternativt en packe av bergartslager. Vinkeln mellan skänklarna i flexuren är mellan 120 och 180 grader. Den vanligaste varianten av flexur är en monoklinal, medan andra varianter är synklinal och antiklinal.
Om flexuren brister och bergartslagren förskjuts i förhållande till varandra uppstår en skolla.
Ordet flexur finns i svensk skrift sedan 1871.